# أدريان فاين
أدريان فاين (بالألمانية: Adrian Fein) هو لاعب كرة قدم ألماني، ولد في 18 مارس 1999 في ميونخ في ألمانيا. لعب مع بايرن ميونخ الرديف وبايرن ميونخ ونادي هامبورغ.

## وصلات خارجية
- أدريان فاين على موقع الاتحاد الأوربي (الإنجليزية)
- أدريان فاين على موقع قاعدة بيانات كرة القدم.إي يو (الإنجليزية)
- أدريان فاين على موقع Soccerway.com (الإنجليزية)
- أدريان فاين على موقع عالم كرة القدم.نت (الإنجليزية)